# Zwaluwstaartcotinga
De zwaluwstaartcotinga (Phibalura flavirostris) is een suboscine zangvogel uit de familie cotinga's (Cotingidae). 

## Verspreiding en leefgebied
Deze vogel komt voor in het Atlantisch regenwoud in zuidoostelijk Brazilië, oostelijk Paraguay en noordoostelijk Argentinië (alleen in Misiones).

## Status
De grootte van de populatie is in 2020 geschat op 20.000-50.000 volwassen vogels. Op de Rode lijst van de IUCN heeft deze soort de status niet bedreigd.